# Bitva u Zahájí

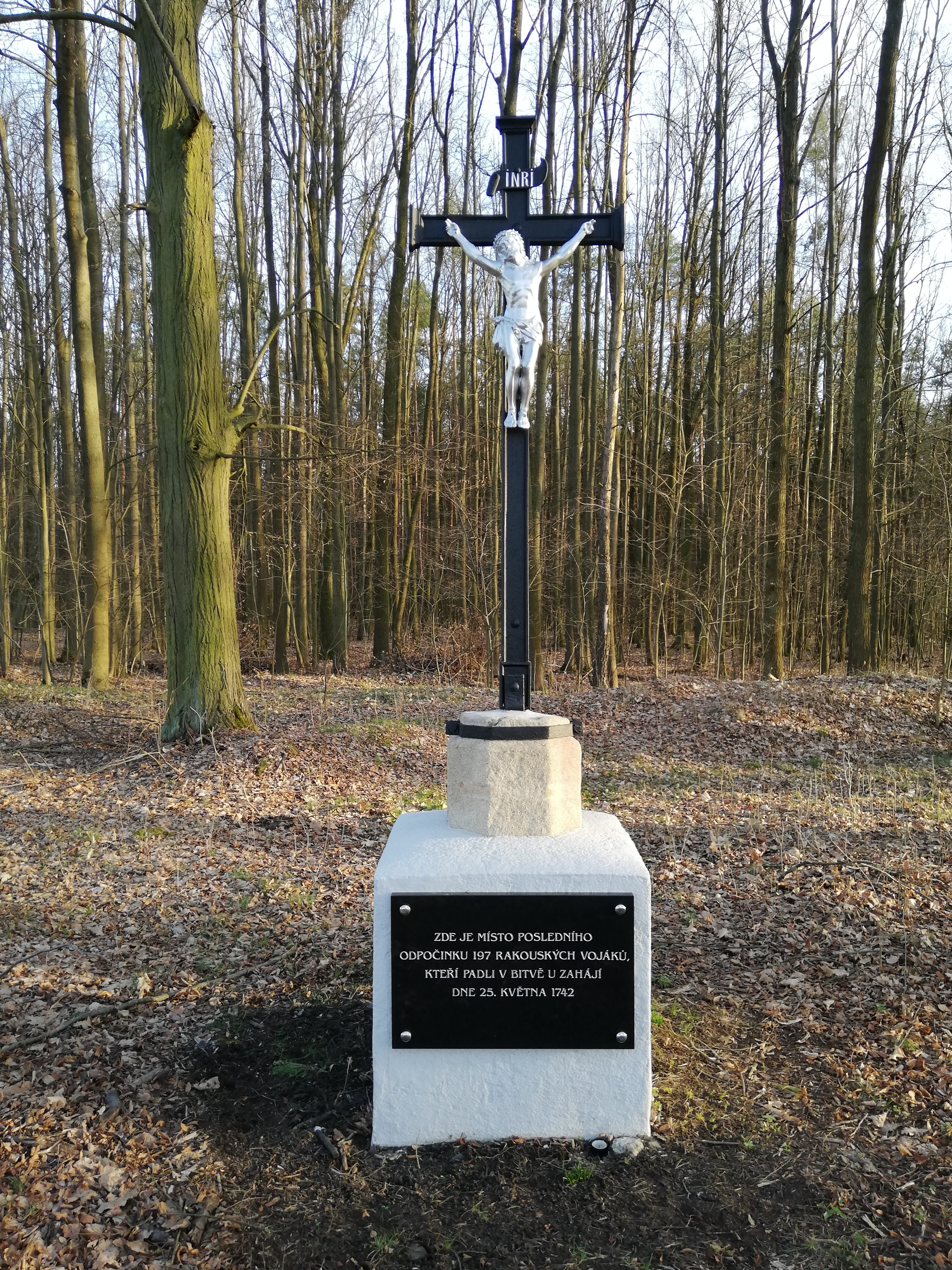
Kříž nad hrobem rakouských vojáků

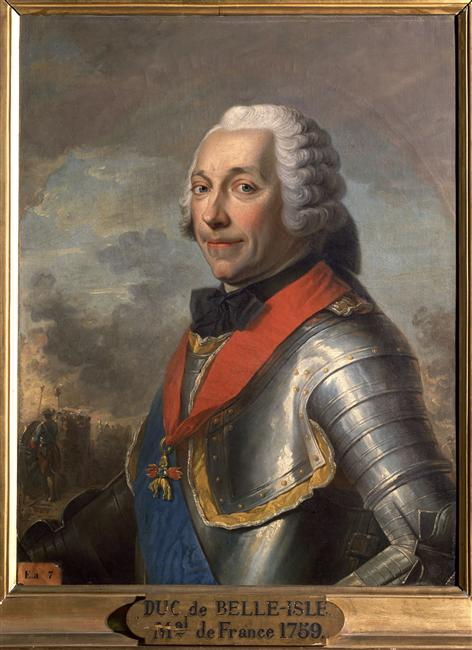
Charles Louis Auguste Fouquet de Belle-Isle

Bitva u Zahájí byla jednou z menších bitev válek o rakouské dědictví. Při této bitvě se dne 25. května 1742 střetlo rakouské vojsko pod vedením maršála Jana Jiřího Kristiána Lobkovice s francouzským vojskem, které vedl maršál Charles Louis Auguste Fouquet de Belle-Isle a maršál Victor François de Broglie.

## Situace před bitvou
Rakouské vojsko, které obléhalo Francouze, opevněné od listopadu 1741 na hradě Hluboká, se 17. května 1742 utábořilo v polesí Řídká Blana. Týž den však byli Rakušané poraženi v bitvě u Chotusic a Francouzi spěchali do Jižních Čech na pomoc tamním francouzským oddílům. Lobkovic narychlo nechal vybudovat severozápadně od Zahájí další opevněné ležení.

## Průběh bitvy

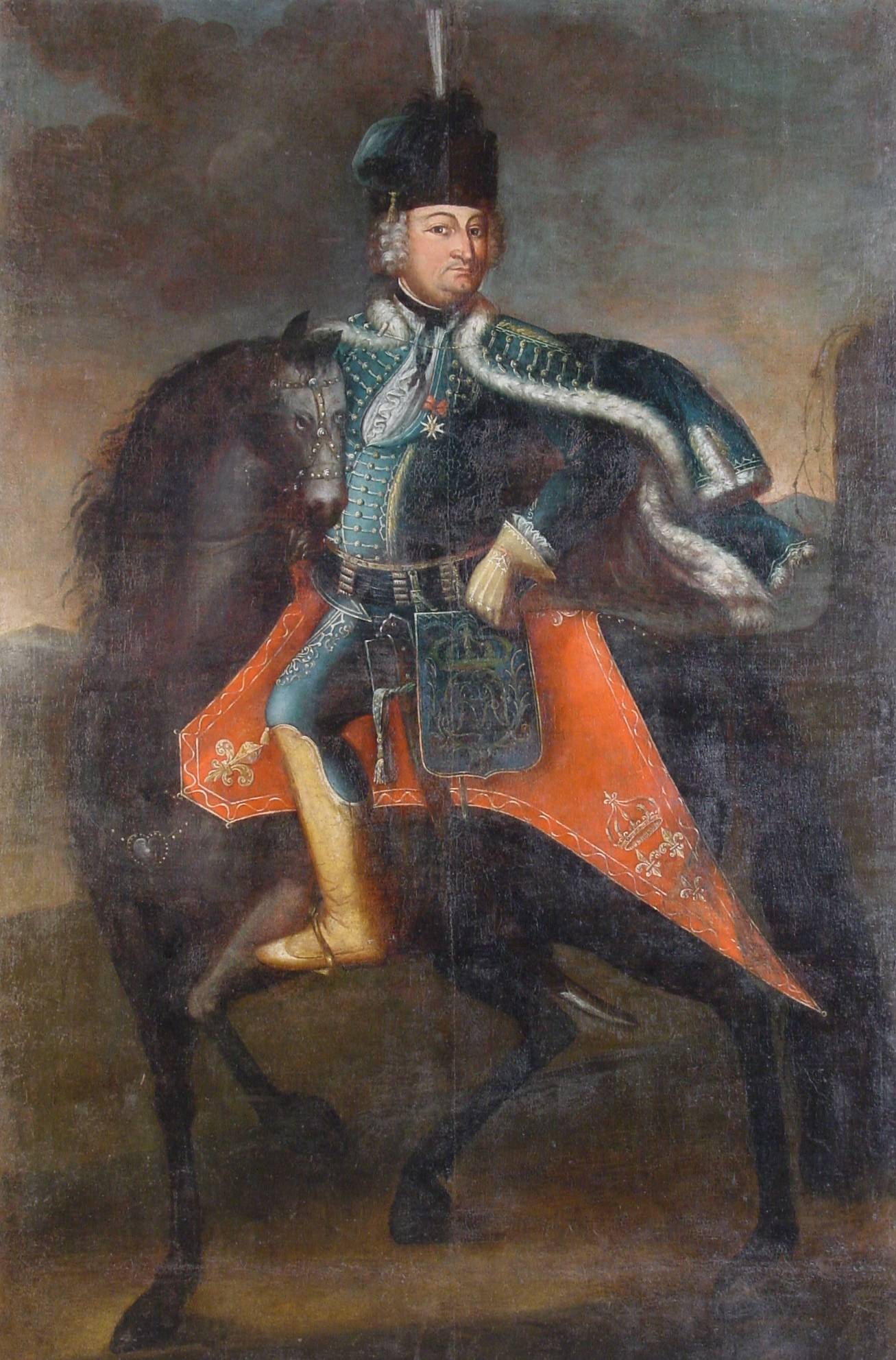
Ladislav Ignác Berčéni

Lobkovic po zprávách o soustřeďování francouzských sil dal dne 25. května 1742 okolo poledne povel k ústupu.V té době se na obzoru objevili první francouzští vojáci. Na rakouské straně bojovalo téměř devět tisíc vojáků. Na levém křídle bojovali granátníci a lehká pěchota. Na pravém křídle byly tři pluky kyrysníků. Odpoledne okolo čtvrté hodiny rakouské, vojsko na levém křídle zaútočilo na francouzská postavení okolo Zahájí, bylo však odraženo. Francouzům přišly posily a na francouzské straně bojovalo nakonec skoro osmnáct tisíc vojáků. Při střetu jízdních oddílů, které se odehrálo na polích pod Olešnickým vrchem, rakouští kyrysníci neuspěli. Na francouzské straně bojovali husaři pod velením maršála Berčéniho. Lobkovic se potom se svým vojskem stáhl za českobudějovické hradby a upustil od obléhání Francouzů opevněných na Hluboké. Ztráty na francouzské straně čítaly dle nápisu na pamětní desce na místě 193 vojínů a 15 důstojníků. Zraněn byl vévoda de Chevreuse a jeden ze synů maršála de Broglie. Rakouské ztráty podle některých zdrojů činily 500–600 mužů.

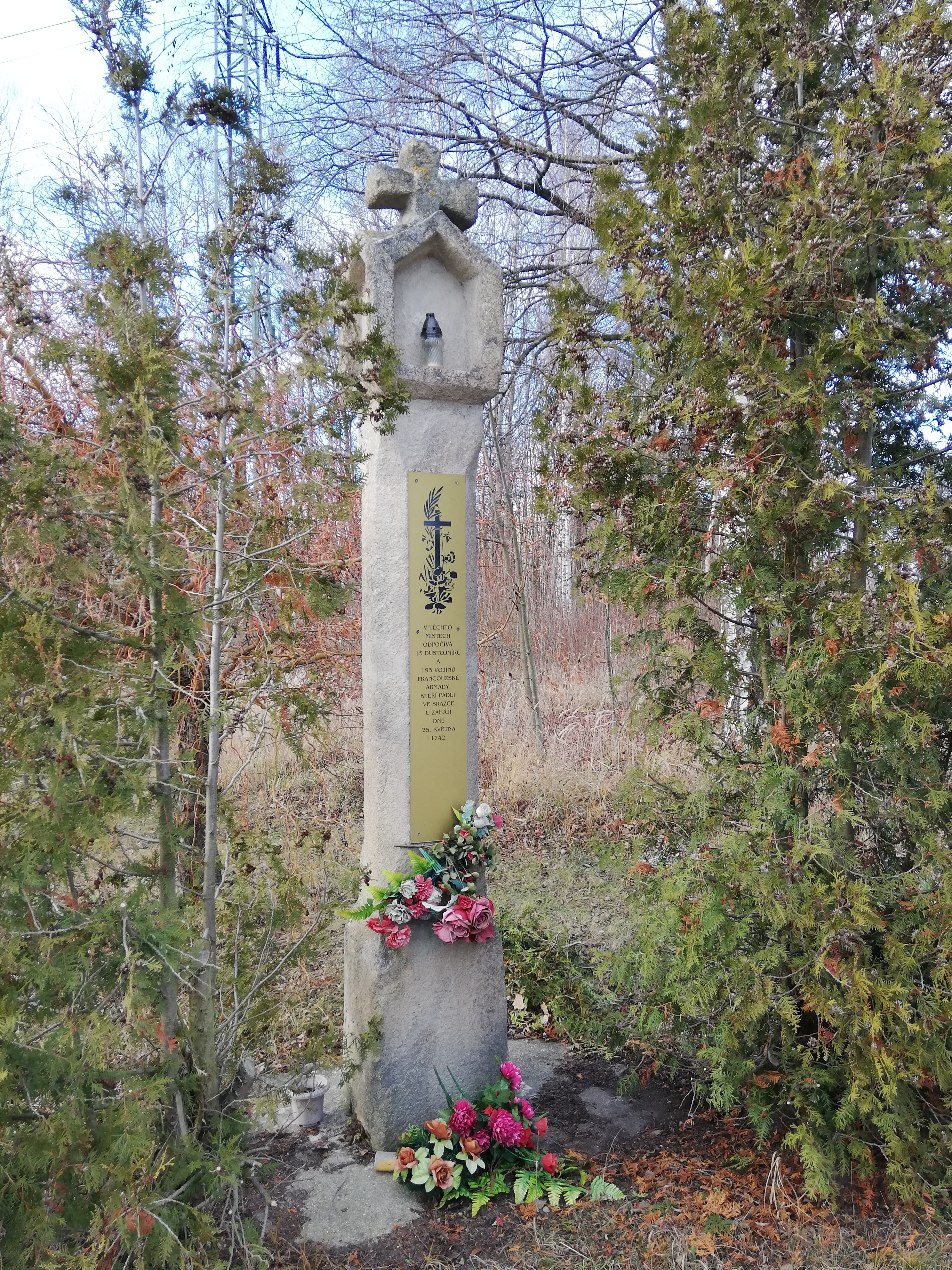
Boží muka s tabulkou připomínající, že je zde místo posledního odpočinku francouzských vojáků

## Další události
Ves Zahájí, kde tehdy byly ještě většinou dřevěné nebo polodřevěné domky, byla za těchto bojů těžce poškozena, vyhořel i kostel Zvěstování Páně. Francouzský úspěch v této bitvě byl v Paříži prezentován jako velké vítězství. V následujících týdnech probíhaly v okolí další bitvy nebo šarvátky. Např. dne 5. června 1742 proběhla v Týně nad Vltavou bitva, při které se spolu střetla rakouská vojska pod vedením Karla Lotrinského s francouzskými vojsky; tuto událost připomíná název ulice Na Bojišti. Pověst, vztahující se k ústupu francouzských vojsk z kraje a ke třem výklenkovým kaplím u Cerhonic, rozvedl Alois Jirásek v Baladě z rokoka.

## Památky připomínající bitvu

### Černá kaplička
Na kamenná boží muka ze 16. století, která jsou na severním okraji obce při silnici do Olešníku, byla na podzim 1932 připevněna bronzová pamětní deska s nápisem: „V těchto místech odpočívá 15 důstojníků a 193 vojínů francouzské armády, kteří padli ve srážce u Zahájí dne 25. května 1742“. Tato pozdně gotická boží muka jsou tradičně označována jako Černá kaplička. Označení bylo použito už v záznamu o pohřbení padlých ve zprávě tehdejšího francouzského ministerstva vojenství. Jeho původ však není známý, může se vztahovat buďto k barvě zčernalého kamene (památka byla vyčištěna při restaurování po sražení pilířku při dopravní nehodě v roce 1997), nebo boží muka mohla vzniknout jako památník černé smrti (moru), která oblast sužovala v roce 1521.

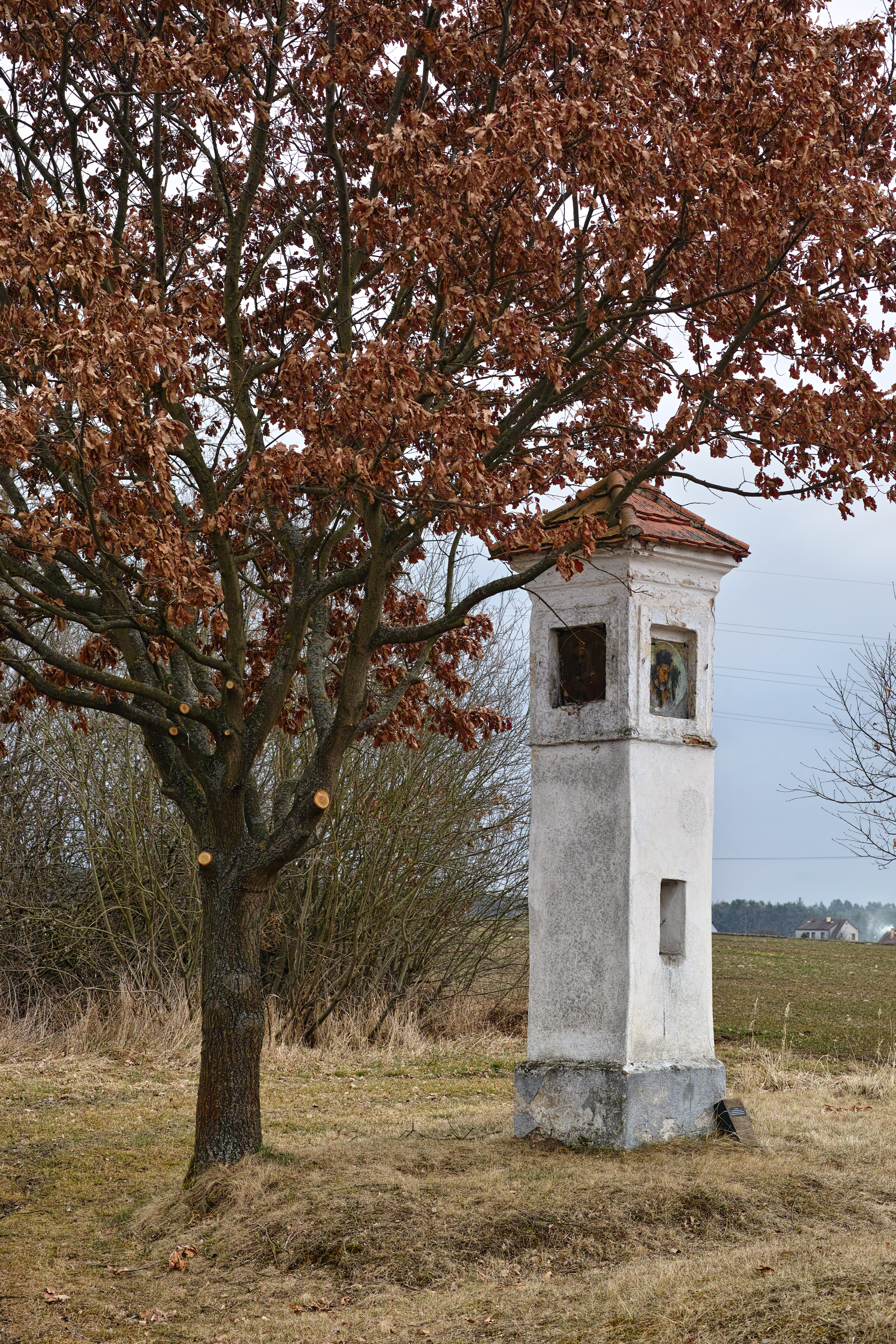
Zděná boží muku vpravo od silnice ze Zahájí do Olešníka

### Křížek
Vpravo od silnice mezi Zahájím a Municemi je kříž (torzo kamenných božích muk opatřené křížem) s nápisem: „Zde je místo posledního odpočinku 197 rakouských vojáků, kteří padli v bitvě u Zahájí dne 25. května 1742.“

### Zděná boží muka
S bitvou u Zahájí patrně souvisejí i zděná boží muka severně od obce při silnici na Olešník. Vznikla snad ve druhé polovině 18. století u někdejšího rozcestí. Konkrétní vztah k bitvě zatím není přímo doložen. Hřbitov severně od obce proti zděným božím mukám byl patrně zřízen k pohřbení rakouských vojáků. Odhady uvádějí 500–600 rakouských padlých; u křížku jižně od obce však bylo pohřbeno pouze 197 vojáků. Niky nesou malby na plechu zobrazující svatého Jana Nepomuckého (v hlavní nice), svatého Václava, svatého Víta a svatou Ludmilu. U těchto božích muk jsou mimo jiné pohřbeni tři vojáci z období druhé světové války.

### Freska

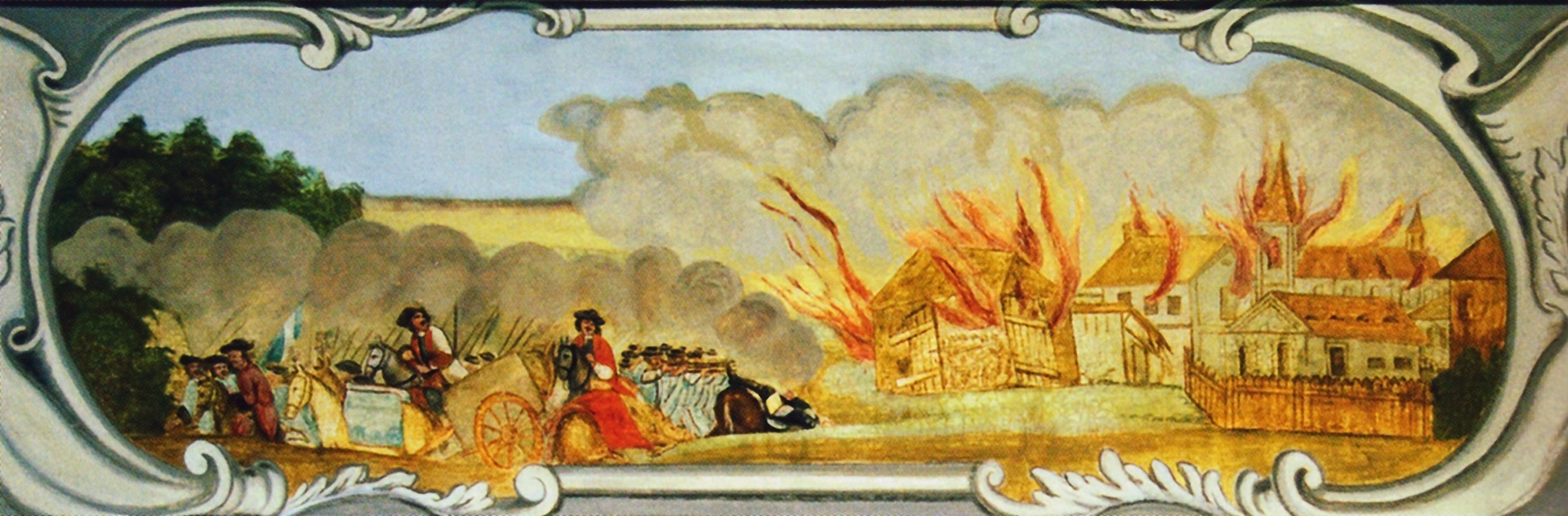
Na fresce v zámku Horažďovice

Průběh bitvy znázorňuje jedna z fresek barokního sálu horažďovického zámku. Z požáru lze usuzovat, že je zachycen závěr bitvy, kdy zadní voj Lobkovicova sboru kryje zbytek vojska ustupujícího směrem k Hluboké (vlevo), zatímco francouzští vojáci jsou pouze načrtnutí (střelba z otevřených vrat hořící stodoly). Vyobrazení vesnice je velmi schematické a nepřesné, zobrazenou patrovou budovou by mohla být pouze fara. V základních rysech je realisticky zachycen pouze kostel, kterému však umělec protáhl loď ze tří na přinejmenším pět okenních os.